# Fujimizaka
Fujimizaka (富士見坂? lett. "Colle da cui si vede il Fuji") è un toponimo giapponese con cui si identificano i colli del centro di Tokyo da cui è possibile vedere il Fuji rimanendo a livello della strada. Nei tempi passati tutti e sedici i colli interni alla città venivano così identificati, poi la graduale costruzione di grattacieli ha fatto sì che, ad oggi, sia rimasto un solo fujimizaka, quello del quartiere di Nippori, da cui il Monte Fuji dista circa 100 km in linea d'aria.
La continua costruzione di edifici però sta mettendo a rischio anche quest'ultimo punto di osservazione, tanto che la cittadinanza ha costituito un'associazione chiamata Citizens Alliance to Save the Fuji-View (CASF) che, appellandosi all'International Council on Monuments and Sites (ICOMOS), un organismo dell'UNESCO, è riuscita ad ottenere una risoluzione a supporto dello «sviluppo di linee guida atte a proteggere gli ultimi punti di osservazione del Monte Fuji» (in inglese «the development of guidelines to protect the last remaining vistas of Mount Fuji») anche in virtù del fatto che il fujimikaza di Nippori ricorre spesso anche nelle leggende e tradizioni locali. Nobuyuki Nozawa, un veterinario che abita nel quartiere, racconta ad esempio di una donna che alla fine della seconda guerra mondiale affermò di aver scorto dalle pendici del colle un lampo improvviso e un'insolita nuvola che si levava a destra del Fuji, proprio nell'attimo in cui la prima bomba atomica veniva sganciata su Hiroshima.
Come documentato dal blog Nippori fujimizaka day by day, però, la risoluzione dell'ICOMOS non sembra aver sortito nessun effetto, tanto che la continua costruzione di grattacieli ha portato oramai, nonostante le continue proteste di cittadini e turisti, ad una quasi totale copertura della visione del Monte Fuji dal colle di Nippori.